# Sabatieria rota
Sabatieria rota är en rundmaskart som beskrevs av Gerlach 1957. Sabatieria rota ingår i släktet Sabatieria och familjen Comesomatidae. Inga underarter finns listade i Catalogue of Life.